# Игнатова, Елена Алексеевна
Еле́на Алексе́евна Игна́това (фамилия по мужу Родионова, 10 июня 1947, Ленинград — 24 февраля 2025, Иерусалим) — русская поэтесса и сценаристка, педагог, экскурсовод.

## Биография
Окончила филологический факультет Ленинградского университета в 1970, работала учителем в школе (1970—1972), экскурсоводом в музее Петропавловской крепости (1973—1976), преподавателем русского языка на филологическом факультете ЛГУ, а потом сценаристом на киностудии «Ленфильм» (1980—1990). Елена Игнатова принадлежала к кругу учеников писателя Г. Семёнова. С начала 70-х её статьи, стихи и проза помещались в самиздатских журналах «Часы» и «Обводный канал», а также в самиздатском альманахе «Московское время», её печатали журналы «Континент» и «Грани». В 1989 стала членом Союза писателей СССР.

Стихи Игнатовой посвящены её собственным душевным состояниям, она исходит из внутренних переживаний, размышлений о родном городе, чтения — к примеру, классики или Библии, часто вводит описания природы и как бы замирает перед загадкой жизни. Завершённые, чаще всего очень лаконично сформулированные мысли, образы и описания следуют непосредственно один за другим. Связь должен постигать сам читатель, и это способствует углублению восприятия, расширяет возможности ассоциаций. Даже внутри отдельных составных её крепко спаянных стихов есть неожиданные связи, и тем самым ещё больше усилена многозначность, продолжительность воздействия произведения.
— Вольфганг Казак
В 1990 выехала в Израиль. Жила в Иерусалиме. С 2004 года член редколлегии «Иерусалимского журнала».
Скончалась 24 февраля 2025 года.

## Книги
- 1973 — «Окно»
- 1976 — «Стихи о причастности» (Париж)
- 1989 — «Тёплая земля» (Ленинград)
- 1992 — «Небесное зарево» (Иерусалим)
- 1997, 2003 — «Записки о Петербурге» (СПб)
- 2006 — «Стихотворения разных лет» (Иерусалим)
- 2012 — «Ранний снег» (Иерусалим)
- 2017 — «Тяжелый свет» (Хельсинки/Санкт-Петербург)